# 栄村立栄小学校
栄村立栄小学校（さかえそんりつ さかえしょうがっこう）は、長野県下水内郡栄村北信にある公立小学校。

## 沿革
- 2011年（平成23年）4月1日 - 栄村立北信小学校・栄村立東部小学校が統合し開校[1]。
- 2016年（平成28年）4月1日 - 栄村立秋山小学校を統合し秋山分校とする[2]。
- 2020年（令和2年）4月1日 - 秋山分校休校[3]。

### 統合された小学校の沿革

#### 堺小学校
- 1957年（昭和32年）7月 - 五宝木分校設置[4]。
  - 11月 - 上野原分校・五宝木分校校舎新築落成[4]。
- 1958年（昭和33年）12月 - 中央分校校舎新築落成[4]。
- 1959年（昭和34年）4月 - 東部小学校開校。長瀬分校が同校の本校、北野分校・志久見分校が同校の分校となる[4]。
  - 秋山分校が独立し秋山小学校開校[4]。
- 1978年（昭和53年）4月 - 水内小学校・豊栄小学校・堺小学校・堺小学校中央分校が統合し北信小学校開校[5]。
  - 上野原分校・五宝木分校が秋山小学校に統合[5]。

#### 水内小学校
- 1957年（昭和32年）1月 - 豊栄分校校舎焼失[4]。
  - 11月8日 - 豊栄分校校舎新築落成[4]。
- 1960年（昭和35年）4月 - 豊栄分校が独立し豊栄小学校開校[4]。
- 1978年（昭和53年）4月 - 水内小学校・豊栄小学校・堺小学校・堺小学校中央分校が統合し北信小学校開校[5]。

#### 豊栄小学校
- 1960年（昭和35年）4月 - 水内小学校豊栄分校が独立し豊栄小学校開校[4]。
- 1978年（昭和53年）4月 - 水内小学校・豊栄小学校・堺小学校・堺小学校中央分校が統合し北信小学校開校[5]。

#### 東部小学校
- 1959年（昭和34年）4月 - 東部小学校開校。長瀬分校が同校の本校、北野分校・志久見分校が同校の分校となる[4]。
- 1977年（昭和52年）4月 - 北野分校・志久見分校を統合[5]。
- 1985年（昭和60年）2月 - 新校舎新築落成[5]。
- 2011年（平成23年）
  - 3月24日 - 卒業式・閉校式[2]。
  - 4月12日 - 栄小学校開校式・入学式[2]。
- 2015年（平成27年）8月6日 - 志久見分校を改修した栄村歴史文化館・栄村公民館「こらっせ」開館[6]。

#### 秋山小学校（栄小学校秋山分校）
- 1959年（昭和34年）4月 - 堺小学校（後の北信小学校→栄小学校）秋山分校が独立し秋山小学校開校[4]。
- 1962年（昭和37年）10月 - 寄宿舎落成[4]。
- 1978年（昭和53年）4月 - 堺小学校上野原分校・五宝木分校が秋山小学校に統合[5]。
- 1982年（昭和57年）12月 - 新校舎新築落成[5]。
- 2016年（平成28年）4月1日 - 栄小学校秋山分校となる[2]。
- 2020年（令和2年）4月1日 - 休校[3]。

#### 北信小学校
- 1978年（昭和53年）4月 - 水内小学校・豊栄小学校・堺小学校・堺小学校中央分校が統合し北信小学校開校[5]。
- 1992年（平成4年）3月 - 新校舎新築落成[7]。
- 2011年（平成23年）
  - 3月24日 - 卒業式・閉校式[2]。
  - 4月12日 - 栄小学校開校式・入学式[2]。

## 学区
- 栄村全域

## 進学先中学校
- 栄村立栄中学校[8]

## 周辺

### 栄小学校
- 長野県道407号長瀬横倉停車場線
  - 国道117号 - 上述の県道からの間接接続
- JR東日本飯山線
  - 横倉駅
- 千曲川

### 秋山分校
- 長野県道507号・新潟県道239号秋山郷森宮野原停車場線
- 秋山郷
- 屋敷温泉
- 中津川

## アクセス

### 栄小学校
- JR飯山線横倉駅から、徒歩約335m・約5分。

### 秋山分校
- 南越後観光バス秋山郷線「屋敷入口」バス停下車後、徒歩約1.1km・約16分（直線距離は近いが、道路の関係で遠回りとなる）。